# Tassy Johnson
Tasman „Tassy“ Ian Johnson (* 22. September 1916 in Essendon; † 24. April 1981 ebenda) war ein australischer Radrennfahrer und nationaler Meister im Radsport.

## Sportliche Laufbahn
Johnson war im Straßenradsport und im Bahnradsport aktiv. 1936 startete er bei den Olympischen Sommerspielen in Berlin. Im olympischen Straßenrennen wurde er mit weiteren Fahrern als 16. klassiert. Bei den Commonwealth Games 1938 in Sydney wurde er Zweiter im 1000-Meter-Zeitfahren hinter Robert Porter und startete auch im Sprint. 1937 wurde er australischer Vizemeister im Sprint hinter Jack Dowling. 1936 war er Dritter geworden. Bei den nationalen Meisterschaften 1938 wurde er Dritter im Zeitfahren und im Punktefahren.

## Familiäres
Sein Sohn Gordon Johnson wurde als Bahnsprinter und Weltmeister bekannt.